# مریانا مراش

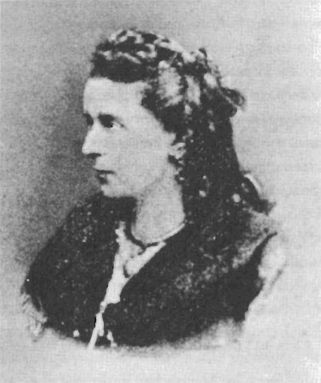

مریانا دختر فتح‌الله بن نصرالله مَرّاش (عربی: مریانا بنت فتح‌الله بن نصرالله مَرّاش، ۱۸۴۸ – ۱۹۱۹ م) که با نام‌های ماریانا المراش یا مریانا مراش الحلبیه نیز شناخته می‌شود، نویسنده و شاعر سوری بود. او سنت مجمع ادبی زنان در جهان عرب را احیا کرد و اولین زن سوری بود که مجموعه شعر منتشر کرد. او همچنین اولین زنی است که در روزنامه‌های عرب زبان مطالب می‌نوشت.

## زندگی

### پیشینه و آموزش

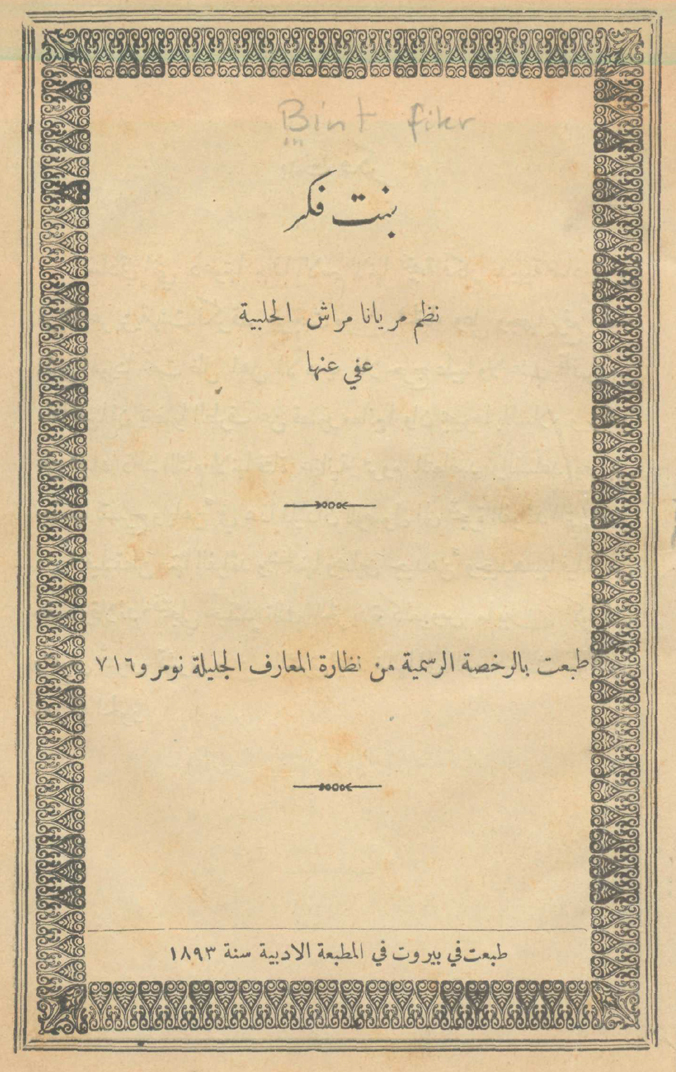
صفحه عنوان بنت فیکور

ماریانا مراش در حلب، شهری در سوریه، در خانواده ای قدیمی از بازرگانان که به خاطر علایق ادبی خود شهرت داشتند، به دنیا آمد. پس از به دست آوردن ثروت بالایی در قرن هجدهم، خانواده به خوبی در حلب جای خود را پیدا کرده و در آنجا مستقر شدند، دوران حیات او در حلب، با درگیری‌های مذهبی و فرقه‌ای همراه بود تا جایی که پدر ماریانا، با نوشتن رساله‌ای در سال ۱۸۴۹، تلاش کرد تا درگیری‌های فرقه‌ای را خنثی کند. او یک کتابخانه خصوصی بزرگ ساخته بود تا به سه فرزندش فرانسیس، عبدالله و ماریانا آموزش کامل، به ویژه در زمینه زبان و ادبیات عربی بدهد. همان‌طور که مرلین بوث گفته‌است، مادر ماریانا از «خانواده مشهور الآنتاکی» بود که با اسقف اعظم دیمیتریوس آنتاچی ارتباط داشت.
حلب در آن زمان مرکز مهم فکری امپراتوری عثمانی بود که متفکران و نویسندگان زیادی در آن نگران آینده اعراب بودند. در مدارس مبلغان فرانسه بود که خانواده مراش زبان عربی را با زبان فرانسه و سایر زبان‌های خارجی (ایتالیایی و انگلیسی) آموختند. به نقل از مرلین بوث، والدین ماریانا با ارائه آموزش به دخترشان، در زمانی که زنان مدیترانه شرقی هیچ آموزشی دریافت نمی‌کردند، این باور رایج در آن زمان را به چالش کشیدند که یک دختر نباید آموزش ببیند. بدین ترتیب فتح‌الله دختر پنج ساله خود را به مدرسه مارونی فرستاد بعدها، ماریانا توسط راهبه‌های سنت جوزف در حلب آموزش دید. او سرانجام به یک مدرسه انگلیسی در بیروت رفت. او علاوه بر تحصیلات رسمی در این مدارس، جایی که در معرض فرهنگ فرانسوی و آنگلوساکسون قرار داشت، تحت تعلیم پدر و برادرانش بود، به ویژه در زمینه ادبیات عرب از پدرش آموزش دید. در اولین بیوگرافی مریانا ذکر شده‌است که او در زبان‌های فرانسوی، عربی و ریاضیات عالی بود و قانون می‌نواخت و به زیبایی آواز می‌خواند.
محمد راغب الطباخ مورخ حلبی نوشت که او در حلب بی نظیر بود و «مردم با چشم دیگری به او می‌نگریستند». با اینکه خواستگاران زیادی داشت، در ابتدا آرزو داشت مجرد بماند. با این حال، او پس از مرگ مادرش متقاعد شد که ازدواج کند و حبیب قضبان را که از فرزندان یک خانواده مسیحی محلی بود، برای شوهر انتخاب کرد. حاصل این ازدواج یک پسر و دو دختر بود.

### حرفه ادبی
در اوایل سال ۱۸۷۰، مراش شروع به همکاری با مقالات و اشعار در مجلاتی در بیروت کرد. او در مقالات خود از وضعیت زنان عرب انتقاد کرد و از زنان عرب خواست - صرف نظر از تعلقات مذهبی آنها - به دنبال آموزش باشند و در مورد مسائل مورد علاقه خود اظهار نظر کنند. مجموعه شعر او بنت فیکور (دختری اندیشه) در سال ۱۸۹۳ در بیروت منتشر شد. مراش پس از سرودن شعری در تعالی سلطان عبدالحمید دوم، از سوی دولت عثمانی اجازه چاپ کتاب خود را دریافت کرد. سبک شعر او بسیار سنتی تر از برادرش فرانسیس بود، که نمونه آن مرثیه ای بود که او برای زاری از مرگ او سروده بود. با این حال، او با شعر رمانتیک‌های فرانسوی، به ویژه شعر آلفونس دو لامارتین و آلفرد دو موسه، در خانه بود.

## آثار
- بنت فیکور (دختری از اندیشه)، ۱۸۹۳.
- [تاریخ] [سوریه] الحدیث (تاریخ سوریه مدرن).[۱۷]